# Partido Socialista Costarricense
Partido Socialista fue el nombre de diversas organizaciones políticas costarricenses de izquierda. 

## Historia
El primer antecedente fue el Comité Socialista fundado por Aniceto Montero en 1929, época en que los movimientos obreros costarricenses, las primeras huelgas populares y la lucha sandinista en Nicaragua estaban causando una efervescencia entre la intelectualidad de izquierdas costarricense y el surgimiento de diversos grupos proclamados como reformistas y antiiimperialistas como el Partido Reformista, la Sección Costarricense de la APRA y el Partido Comunista Costarricense fundado en 1931. El Comité Socialista tendría estrechas relaciones con la Federación Obrera Costarricense y el Partido Reformista.
Uno de estos intelectuales socialistas fue el escritor y académico Vicente Sáenz Rojas (1896-1963) quien hace una gira por México en donde es ampliamente influenciado por la Revolución Mexicana y se codea con círculos socialistas. Regresa a Costa Rica en 1935 y funda el periódico Liberación y el primer Partido Socialista Costarricense del que sería secretario general, y que tendría apoyo del gobierno mexicano. Las relaciones con la otra principal fuerza de izquierda, el Partido Comunista, no serían armoniosas y a menudo tendrían roces distintos.
La segunda encarnación de este partido fue fundada en el cantón de Palmares en 1973 de ideología marxista-leninista, apodado "el Partido de la Hormiga" por su logo. Era el miembro costarricense de la Coordinación Socialista Latinoamericana. En 1978, se forma la coalición Pueblo Unido integrada por el Partido Vanguardia Popular, el Partido Socialista Costarricense y el Partido de los Trabajadores.
En 1984, surge una pugna entre sectores dentro de Pueblo Unido. Humberto Vargas Carbonell mantiene una posición dura y militar. Partidario de llevar a cabo la revolución y la guerra popular para convertir a Costa Rica en un Estado socialista. Mientras que Manuel Mora Valverde, era partidario de la institucionalidad y la reforma social por medios democráticos en Costa Rica. El resultado es la separación de Vanguardia Popular para las elecciones de 1986.
Para las elecciones del 2002, Pueblo Unido, el Partido Socialista Costarricense y el Partido Acción Democrática Alajuelense  forman la Coalición Cambio 2000, con Jorge Walter Coto Molina como candidato. La izquierda, tanto Cambio 2000 como Fuerza Democrática sufren un duro golpe electoral quedando totalmente desterrados del poder político legislativo, al no lograr ni un solo diputado. El Partido Socialista Costarricense junto a otros sectores de izquierda moderada deja Pueblo Unido y se reorganiza como Partido del Progreso.

## Personalidades
Entre las figuras más destacadas del partido estuvieron el Dr. Alberto Salom Echeverría, quien fue presidente de la Federación de Estudiantes de la Universidad de Costa Rica, rector de la Universidad Nacional de Costa Rica, regidor del Concejo Municipal de San José (mediante Pueblo Unido) y que fue diputado de la Asamblea Legislativa de Costa Rica mediante el Partido Acción Ciudadana para el período 2006-2010.
Así como el escritor Álvaro Montero Mejía, exdiputado y quien fue candidato presidencial del Partido Rescate Nacional en el 2006, actualmente vinculado al Partido Patria Nueva.